# Walter Stamm-Teske
Walter Stamm-Teske (* 1948 in Zürich) ist ein deutscher Architekt und war bis 2016 Hochschullehrer an der Bauhaus-Universität Weimar. Von 1993 bis 2016 hatte Stamm-Teske die Professur Entwerfen und Wohnungsbau inne.

## Leben
Der aus der Schweiz stammende Stamm-Teske initiierte als Architekt ein Siedlungsprojekt in der Schweiz, bevor er als Professor an die Bauhaus-Universität berufen wurde.
Gemeinsam mit dem damaligen Rektor der Bauhaus-Universität, Gerd Zimmermann, stieß er Mitte der 1990er Jahre das städtebauliche Projekt neues bauen am horn in Weimar an. Die Konversion des Kasernengeländes an der Leibnizallee war als Beitrag der Bauhaus-Universität zum Kulturstadtjahr Weimar 99 gedacht. Bereits am Bauhaus unter Walter Gropius wurden in den 1920er Jahren Pläne für die Bebauung dieses Areals am Horn erarbeitet, die nicht ausgeführt wurden. Realisiert wurde zur Bauhausausstellung 1923 lediglich das Musterhaus Am Horn, das sich allerdings unterhalb des Kasernengeländes befindet. 
Das ab 1996 entstandene ca. 11 ha große Stadtquartier wurde von den Projektbeteiligten Landesentwicklungsgesellschaft Thüringen, Stadt Weimar und Bauhaus-Universität Weimar auf der Grundlage eines städtebaulichen Entwurfes von Diener & Diener Architekten, Luigi Snozzi und Adolf Krischanitz entwickelt. Das Stadtquartier erhielt mehrere Auszeichnungen, fand aber nicht nur Zuspruch.
Stamm-Teske entwarf im Stadtquartier gemeinsam mit AFF Architekten ein Ensemble aus vier Häusern, von denen er und seine Familie eines bewohnte. Für diese 4 Gleichen erhielt er 2006 den Deutschen Bauherrenpreis Hohe Qualität – Tragbare Kosten im Wohnungsbau. 
Unter Stamm-Teske wurde in Arbeitsgemeinschaft mit Schettler & Wittenberg Architekten 1994–1998 in Weimar die genossenschaftliche Wohnsiedlung Sackpfeife mit Gartenhofhäusern zwischen Lessingstraße und Ratstannenweg errichtet, die nach dem dortigen Stadtquartier Sackpfeife benannt ist.
Aufgrund der Ausführung der Reihenhäuser in Holzrahmenbauweise mit Fassaden aus unbehandeltem Lärchen-Sperrholz sowie der gemeinschaftsfördernden Anlage der Siedlung mit autofreien Erschließungswegen und Gemeinschaftshaus wird die Anlage auch als Experimentalsiedlung bezeichnet und wurde 2000 ebenfalls mit dem Deutschen Bauherrenpreis ausgezeichnet.
Im Jahre 2010 wurde das Projekt Green:house realisiert. Das Gebäude entstand als campuserweiterndes Element. Neben der Fakultät Architektur und deren Lehrstuhl „Entwerfen und Wohnungsbau“ waren an diesem Projekt noch weitere Partner beteiligt.
Stamm-Teske war regelmäßig als Preisrichter in Wettbewerben tätig, u. a. 2006 für den Niedersächsischen Staatspreis für Architektur.